# Anyphaena banksi
Anyphaena banksi là một loài nhện trong họ Anyphaenidae.
Loài này thuộc chi Anyphaena. Anyphaena banksi được Embrik Strand miêu tả năm 1906.